# پویانمایی شبکه اصلی

یک نمونه پویانمایی شبکه اصلی

پویانمایی شبکه اصلی یا به‌طور مختصر اواِن‌اِی (به انگلیسی: Original net animation) که همچنین در ژاپن تحت عنوان انیمه وب (به ژاپنی: ウェブアニメ, Webu Anime) شناخته می‌شود، به انیمه‌ای گفته می‌شود که مستقیماً بر روی اینترنت منتشر می‌شود. اواِن‌اِی همچنین ممکن است از طریق تلویزیون پخش شده باشد، اگر برای نخستین بار به‌طور مستقیم در اینترنت عرضه شود. این نام در مقابل واژهٔ اووی‌ای قرار می‌گیرد، اصطلاحی که از اوایل دهه ۱۹۸۰ (میلادی) در صنعت انیمه‌سازی برای پویانمایی مستقیم بر ویدئو (رسانه خانگی) استفاده می‌شود. اوان‌ای و اووی‌ای از نظر بازار هدف کاملاً با یکدیگر متفاوت هستند. اینترنت یک بازار فروش نسبتاً جدید برای توزیع پویانمایی است که با افزایش تعداد وبگاه‌های رسانه جاری در کشور ژاپن امکان پذیر شده‌است.